# Wolf Kahler
Wolf Kahler (* 3. April 1940 in Kiel) ist ein deutscher Schauspieler und Synchronsprecher, der seit Jahrzehnten in England lebt und arbeitet.

## Karriere
Wolf Kahler ist der Enkel des Marineoffiziers Fritz Sachße. Seine im Jahr 1975 begonnene Karriere als Film- und Fernsehschauspieler spielte sich fast ausschließlich im englischsprachigen Raum ab. Kahler lebt in London.
Sein Filmdebüt gab Kahler in Stanley Kubricks Kostümfilm Barry Lyndon, in dem er eine kleinere Nebenrolle als Prinz von Tübingen hat, mit dem Barry Lyndon um viel Geld spielt. Aufgrund seines deutschen Akzentes, seiner Größe von 1,88 Metern und seines kantigen Aussehens ist Kahler häufig auf Schurkenrollen mit deutschem Hintergrund festgelegt. Nicht zuletzt aufgrund seiner blonden Haare und seinen blauen Augen entsprach er dem stereotypischen Bild des Nationalsozialisten und wurde oftmals auf diese Rollen besetzt. Seine wahrscheinlich bekannteste Rolle ist die des Oberst Dietrich im Indiana-Jones-Film Jäger des verlorenen Schatzes (1981) von Steven Spielberg. Neben Harrison Ford trat er bereits 1978 in dem Film Der wilde Haufen von Navarone auf. Historische Rollen übernahm er als Wilhelm II. im Spionagethriller Bei Nacht und Nebel (1979) und als Joachim von Ribbentrop in der Literaturverfilmung Was vom Tage übrig blieb (1993). Im Jahr 2023 war er in dem Drama In voller Blüte in der Rolle eines deutschen Weltkriegsveterans neben Michael Caine zu sehen.
Durch seine markante Stimme ist Kahler seit den 1990er-Jahren auch als Sprecher in Computerspielen gefragt. So sprach er beispielsweise den Dr. Breen in dem Ego-Shooter Half-Life 2. 1998 sprach er die Rolle des Revolver Ocelot in der deutschen PSX-Version von Metal Gear Solid.

## Filmografie (Auswahl)
- 1975: Barry Lyndon
- 1976: Der Adler ist gelandet (The Eagle Has Landed)
- 1977: Marschier oder stirb (March or Die)
- 1978: Der wilde Haufen von Navarone (Force 10 from Navarone)
- 1978: The Boys from Brazil
- 1979: Bei Nacht und Nebel (The Riddle of the Sands)
- 1979: Tödliche Botschaft (The Lady Vanishes)
- 1980: Der Löwe zeigt die Krallen (Rough Cut)
- 1980: Die Seewölfe kommen (The Sea Wolves)
- 1981: Jäger des verlorenen Schatzes (Raiders of the Lost Ark)
- 1982: Firefox
- 1983: Höllenjagd bis ans Ende der Welt (High Road to China)
- 1983: Im Schatten der Erinnerung (Ascendancy)
- 1983: Die unheimliche Macht (The Keep)
- 1983: Detektei Blunt (Agatha Christie’s Partners in Crime, Fernsehserie, Pilotfolge)
- 1984: Erben der Liebe (Mistral's Daughter, Miniserie)
- 1984: Sherlock Holmes (The Adventures of Sherlock Holmes, Fernsehserie, Episode Ein Skandal in Böhmen)
- 1985: Das Dreckige Dutzend 2 (The Dirty Dozen: The Next Mission) (Fernsehfilm)
- 1985: Ein Z & zwei Nullen (A Zed & Two Noughts)
- 1987: Das Dreckige Dutzend 3 – Die tödliche Mission (The Dirty Dozen: The Deadly Mission) (Fernsehfilm)
- 1988: Agent ohne Namen (The Bourne Identity, Fernsehfilm)
- 1988–1989: Feuersturm und Asche (War and Rememberance, Miniserie)
- 1989: Die Champagner-Dynastie (Till We Meet Again, Miniserie)
- 1992: Wie ein Licht in dunkler Nacht (Shining Through)
- 1992: Die Abenteuer des jungen Indiana Jones (The Young Indiana Jones Chronicles, Fernsehserie, Folge 2x04)
- 1993: Was vom Tage übrig blieb (The Remains of the Day)
- 1994: Backbeat
- 1994: Die Macht des Schwertes (The Wanderer, Fernsehserie, Folge 1x01)
- 1996: Nessie – Das Geheimnis von Loch Ness (Loch Ness)
- 1997: Verborgenes Feuer (Firelight)
- 1999: Katastrophe im Schwarzen Loch (Doomwatch: Winter Angel) (Fernsehfilm)
- 2000: Britannic (Fernsehfilm)
- 2001: Band of Brothers – Wir waren wie Brüder (Band of Brothers, Miniserie, Folge 1x10)
- 2001: Zwischen allen Linien – Das verlorene Bataillon (The Lost Battalion, Fernsehfilm)
- 2001: Die Liebe der Charlotte Gray (Charlotte Gray)
- 2004: Bridget Jones – Am Rande des Wahnsinns (Bridget Jones – The Edge of Reason)
- 2005: G8 auf Wolke Sieben (The Girl in the Café, Fernsehfilm)
- 2008: George Gently – Der Unbestechliche (Inspector George Gently, Fernsehserie, Episode Die Schuld der Väter)
- 2010: Shanghai
- 2011: Sherlock Holmes: Spiel im Schatten (Sherlock Holmes: A Game of Shadows)
- 2012: Cockneys vs Zombies
- 2014: Fleming: Der Mann, der Bond wurde (Fleming: The Man Who Would Be Bond, Miniserie, Folge 1x04)
- 2017: Wonder Woman
- 2017: Die Damaskus Verschwörung (Die Damaskus Verschwörung – Spion zwischen den Fronten)
- 2019: The Mallorca Files (Fernsehserie, Folge 1x05)
- 2023: In voller Blüte (The Great Escaper)

## Videospiele
- 1997: Star Trek: Starfleet Academy (Stimme von Captain Kirk)
- 1998: Fallout 2 (Stimme von Harold)
- 1998: Crash Bandicoot 3: Warped (Stimme von Aku Aku)
- 1998: Metal Gear Solid (Stimme von Revolver Ocelot, Donald Anderson / [Decoy Octopus], Jim Houseman)
- 2003: Whiplash (Stimme von Lincoln)
- 2003: Asterix & Obelix XXL (Stimme von Julius Cäsar)
- 2004: Half-Life 2 (Stimme von Dr. Breen)
- 2005: Battalion Wars (Stimme von Kaiser Vlad)
- 2006: Asterix und Obelix XXL 2 (Stimme von Julius Cäsar)
- 2010: Kirby und das magische Garn (Stimme des Erzählers)
- 2011:  Crysis 2 (Stimme von Karl-Ernst Rasch)
- 2013: Crysis 3 (Stimme von Karl-Ernst Rasch)
- 2013: Company of Heroes 2
- 2018: Call of Cthulhu (Stimme von Dr. Fuller)
- 2019: Control (Stimme von Athi)